# Gymnosiphon

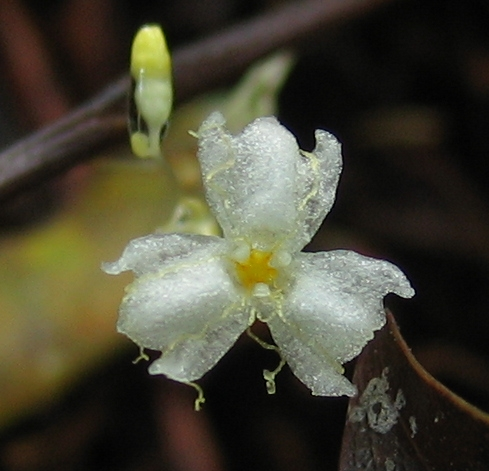
Kwiat Gymnosiphon longistylus

Gymnosiphon Blume – rodzaj jednorocznych lub wieloletnich, myko-heterotroficznych roślin bezzieleniowych z rodziny trójżeńcowatych (Burmanniaceae), obejmujący 36 gatunków występujących na obszarze klimatu gorącego, w Afryce, Azji Południowo-Wschodniej, Papui-Nowej Gwinei, na Karolinach i w Ameryce, od Meksyku i Karaibów do Peru i Brazylii.
Nazwa naukowa rodzaju pochodzi od greckich słów γυμνό (gymno – nagi) i σιφων (siphon – syfon). 

## Morfologia
ŁodygaPodziemne, cylindryczne kłącze, pokryte gęsto łuskowatymi liśćmi i korzeniami.
LiścieLiście bezzieleniowe, łuskowate.
KwiatyKwiaty obupłciowe, 3-pręcikowe, pojedyncze lub zebrane w 2–48-kwiatową dwurzędkę. Okwiat pojedynczy, biały, rzadko częściowo żółty lub niebieski. Listki okwiatu położone w 2 okółkach. Listki okółka zewnętrznego trójklapowe, rzadko całobrzegie. Listki wewnętrzne bardzo drobne. Pręciki o główkach siedzących. Zalążnia jednokomorowa. Znamiona słupków z nitkowatymi wyrostkami.
OwoceTorebki, zawierające szaroczarne lub brązowe nasiona

## Systematyka
Pozycja rodzaju według APW (aktualizowany system APG IV z 2016)
Rodzaj należy do rodziny trójżeńcowatych (Burmanniaceae), w rzędzie pochrzynowców (Dioscoreales) w obrębie kladu jednoliściennych (monocots).
Lista gatunków
- Gymnosiphon affinis J.J.Sm.
- Gymnosiphon afro-orientalis Cheek
- Gymnosiphon aphyllus Blume
- Gymnosiphon bekensis Letouzey
- Gymnosiphon brachycephalus Snelders & Maas
- Gymnosiphon breviflorus Gleason
- Gymnosiphon capitatus (Benth.) Urb.
- Gymnosiphon constrictus Maas & H.Maas
- Gymnosiphon cymosus (Benth.) Benth. & Hook.f.
- Gymnosiphon danguyanus H.Perrier
- Gymnosiphon divaricatus (Benth.) Benth. & Hook.f.
- Gymnosiphon fimbriatus (Benth.) Urb.
- Gymnosiphon guianensis Gleason
- Gymnosiphon longistylus (Benth.) Hutch.
- Gymnosiphon marieae Cheek
- Gymnosiphon minahassae Schltr.
- Gymnosiphon minutus Snelders & Maas
- Gymnosiphon neglectus Jonker
- Gymnosiphon niveus (Griseb.) Urb.
- Gymnosiphon okamotoi Tuyama
- Gymnosiphon oliganthus Schltr.
- Gymnosiphon panamensis Jonker
- Gymnosiphon papuanus Becc.
- Gymnosiphon pauciflorus Schltr.
- Gymnosiphon philippinensis Pelser, Salares & Barcelona
- Gymnosiphon queenslandicus B.Gray & Y.W.Low
- Gymnosiphon recurvatus Snelders & Maas
- Gymnosiphon refractus (Miers) Benth. & Hook.f.
- Gymnosiphon saccatum (Sandwith) V.Merckx & Byng
- Gymnosiphon samoritoureanus Cheek
- Gymnosiphon sphaerocarpus Urb.
- Gymnosiphon suaveolens (H.Karst.) Urb.
- Gymnosiphon syceorosensis Nickrent
- Gymnosiphon tenellus (Benth.) Urb.
- Gymnosiphon urbani (Goebel & Suess.) V.Merckx & Byng
- Gymnosiphon usambaricus Engl.

## Zagrożenie i ochrona
Gymnosiphon usambaricus jest ujęty w Czerwonej księdze gatunków zagrożonych ze statusem EN (zagrożony). Rośliny z tego gatunku znane są z wielu lokalizacji w Afryce, jednak jego pojedyncze populacje są bardzo niewielkie, liczące 10-20 osobników. Głównym zagrożeniem jest utrata siedlisk. Stanowiska tych roślin znajdują się w kilku obszarowych formach ochrony przyrody, w rezerwatach Chome Forest, Mtai Forest, Shagayu Forest, Land Forest i West Kilombero Scarp Forest oraz w parku narodowym Udzungwa Mountain National Park.